# Enrile, Cagayan
Enrile là một đô thị hạng 4 ở tỉnh Cagayan, Philippines. Theo điều tra dân số năm 2000, đô thị này có dân số 29.062 người trong 5.223 hộ.

## Các khu phố (barangay)
Enrile được chia thành 22 khu phố (barangay).
| - Alibago - Barangay I(Villa Maria) - Barangay II (Pob.) - Barangay III (labbang/san roque) - Divisoria - Inga - Lanna - Lemu Norte - Liwan Norte - Liwan Sur - Maddarulug Norte | - Magalalag East - Maracuru - Barangay IV (Pob.) - Roma Norte - Barangay III-A - Batu - Lemu Sur - Maddarulug Sur - Magalalag West (San Nicolas) - Roma Sur - San Antonio |